# 劉敬
劉 敬（りゅう けい、生没年不詳）は、中国前漢時代の政治家。斉の人。元の姓名は婁敬（ろうけい）。

## 生涯
紀元前202年、劉敬は国境警備の兵として隴西へ行く途中劉邦のいる洛陽を通ったとき、同郷の虜将軍に劉邦と会わせるように頼んだ。この時、劉敬は羊の皮の服を着ていたので虜将軍に新しい服を着るように言ったが、結局劉敬はそのまま劉邦に謁見することにした。劉敬は劉邦に洛陽を都とした周と漢との違いを述べ、天然の要害である秦の故地長安を都にすべきと進言した。しかし群臣の多くは秦が短命に終わり、周が長く続いたことをもって洛陽を推した。劉邦は決めかねていたが張良が長安を推したために長安に決した。最初に長安を勧めた功により劉敬は劉姓を賜り、婁敬から名を改め劉敬とし、郎中に任じられ奉春君の称号を貰った。
紀元前200年、韓王信の謀反の報を聞いた劉邦は軍を率いこれを討とうしたが、韓王信が匈奴と手を結んだことを聞き大いに怒り匈奴に使者を送った。匈奴は壮士や良馬は隠し、老弱な者ややせた家畜しか使者に見せなかったので、使者は皆大いに侮り劉邦に匈奴を攻撃するよう進言した。しかし同じく匈奴に使者としていった劉敬は「国同士が争うときは自国の良い所を相手に見せ誇るものです。しかし匈奴は老弱な者ややせた家畜しか見せない。これはわざと弱いところを見せて、伏兵によって勝利しようとしようとしているのです。匈奴を攻撃するのはやめるべきです」と進言したが、この時すでに二十万余りの兵を発していた劉邦は進言を怒り劉敬を拘束してしまった。その後劉邦は平城にて匈奴の伏兵により囲まれ、陳平の奇策によってなんとか難を逃れると、劉敬の拘束を解き自分の非を認め、劉敬を関内侯とし二千戸の領地と建信侯の称号を与えた。
劉邦は平城から都へ帰ると劉敬に匈奴をどうするか問うた。劉敬は魯元公主を冒頓単于に降嫁させ贈り物をして匈奴を臣従させるよう進言した。劉邦も乗り気ではなかったが一度はこれに承諾するが、呂雉に反対され結局一族の娘を公主として降嫁させ、和平の使者として劉敬を送った。
劉敬は匈奴から帰ると、戦乱で人口が減っている関中に元六国の王族、豪傑、名家たちを移住させ、匈奴や諸侯の備えとするよう進言し、劉邦がこれを許可すると十万人余りを関中に移住させた。